# Angažman holandskih ambulanti u inostranstvu
Tokom devetnaestog i početkom dvadesetog veka Holandija je slala ambulantne službe na ratom zahvaćena područja u inostranstvu.

## Nastanak i angažman
Prve pokretne poljske bolnice organizovao je francuski lekar Žan-Dominik Lare tokom opsade Majnca 1793. godine. U periodu između 1870. i 1940. godine holandske ambulantne službe bile su angažovane u inostranstvu, na područjima zahvaćenim ratom i epidemijama. Tome je u značajnoj meri doprinela holandska politika neutralnosti i uloga koju je sebi odredila u svetu. Za slanje medicinske pomoći u inostranstvo uglavnom je bio odgovoran Crveni krst Holandije, međutim neretko su u troškovima učestvovali i ugledni pojedinci.
Tokom Balkanskih ratova, pored zvaničnih ambulantnih službi holandskog Crvenog krsta, postojale su i ambulante koje su u potpunosti finansirale privatne organizacije. Ove ambulante predstavljale su neku vrstu preteče Lekara bez granica. Tokom Prvog svetskog rata, kada je neutralna Holandija bila okružena ratom zahvaćenim zemljama, vlada je zaustavila angažman zvaničnih ambulantnih službi holandskog Crvenog krsta i zabranila izvoz lekova i sredstava za previjanje rana. U tom periodu je holandski angažman počivao isključivo na inicijativama privatnih organizacija. Holandske ambulantne službe angažovane su poslednji put u Etiopiji i na kraju Zimskog rata.

## Balkanski ratovi
Nakon izvesnog oklevanja, Crveni krst Holandije je ipak odlučio da se angažuje tokom Prvog balkanskog rata. Ova odluka bila je potpomognuta anonimnim poklonom u vrednosti od 40.000 guldena. Pretpostavlja se da je anonimni donator zapravo bio filhelenist Adrijan Hukop . Tako su formirane tri ambulantne službe: jedna je poslata u Tursku (dr Linbejk, Carigrad), druga u Grčku (dr Birens de Han, Solun i Preveza) i treća u Bugarsku (dr Sikemejer, Ćorlu). Tokom angažmana treće ambulantne službe preminuo je dvadesetosmogodišnji kaplar - bolničar V.P. Bram od posledica tifusa, upale pluća i plućne maramice.
Zahvaljujući donacijama uglednih pojedinaca omogućene su još dve holandske ambulante, nezavisne od Crvenog krsta: jedna je poslata u Crnu Goru (dr Kopeshar, Cetinje) i jedna u Srbiju (dr Van Tinhoven, Beograd).
Kada je tokom Drugog balkanskog rata ponovo došlo do izbijanja sukoba, dr Van Tinhoven vraća se u Srbiju. U jesen iste godine, pridružuje mu se Dr Van Hamel u Valjevu, dok je dr Linbejk, koji je u Holandiji privodio kraju uspostavljanje službe u Carigradu, osnovao ambulantu u Beogradu. Obe ambulante su u oktobru povučene u Holandiju. 
Mnogi pojedinci koji su bili angažovani u ambulantnim službama tokom Balkanskih ratova dolazili su u obzir za medalju Crvenog krsta koja je uspostavljena 1910. godine. Osim toga, mogli su dobiti i odlikovanje ‘’Balkan 1912/13” specijalno ustanovleno za tu priliku. Za svoj rad u službi u Srbiji, a kasnije i tokom Prvog svetskog rata, Elka Vesterhof je, 1935. godine, kao prva Holanđanka dobila medalju Florens Najtingејl.

## Prvi svetski rat
Angažman holandskih ambulantnih službi tokom Prvog svetskog rata bio je raznovrstan, delom zbog toga što Crveni krst nije imao vodeću ulogu u njihovom formiranju. Holanđani su bili angažovani u radu deset ambulanti. Crveni krst se okrenuo pre svega zbrinjavanju ranjenih i bolesnih izbeglica u privremenim bolnicama u Holandiji.
Dr Van Tinhoven se još u avgustu 1914. godine vratio u Srbiju zajedno sa medicinskom sestrom De Hrote, u čijoj je pratnji bio i tokom prethodne službe u Srbiji, a kojom će se 1916. i oženiti. Ovaj par je u Valjevu osnovao ambulantu koja će kasnije dobiti pomoć iz Holandije. Nakon što je u Valjevu izbila epidemija pegavog tifusa, bolničko osoblje se vraća u Holandiju. Ova bolest zahvatila je gotovo sve članove osoblja iz Holandije. Medicinski tehničar A.F. Henken preminuo je od posledica tifusa dan nakon povratka u Holandiju. Godinu dana ranije, on je rizikovao svoj život u periodu izbijanja Drugog balkanskog rata vraćajući posmrtne ostatke bolničara Brama iz Čorloa u Holandiju.
Ostale ambulantne službe počele su sa radom tek na leto 1915. godine, kada je sakupljeno dovoljno novčanih sredstava. Dr Birens de Han zaputio se u avgustu ka Parizu, gde je preuzeo upravljanje holandskom ambulantnom službom u Le Pre Katelanu. Ova ambulanta bila je aktivna do 1919. godine.
Istog meseca, poslata je i druga služba u Srbiju (Niš), kojom je rukovodio doktor Dorenbos. Putujući ka bolnici u Austrougarskoj kojoj je trebalo da se pridruži, u bolnici u Novom Sadu preminuo je dr P. Bejers. Tri medicinske sestre iz ove ambulante, V. Forbs Šmelcer, M. van Oijen i H. van der Ven, pridružile su se krajem 1915. anglo-američkoj bolnici kojom je rukovodila Lejdi Pedžet u Skoplju.
Nakon što se vratio u Srbiju i u međuvremenu izlečio od tifusa, dr Van Tinhoven je 1915. otputovao u Francusku, gde se nastanio u Vezulu.
Krajem 1915. godine sa radom su počele ambulante u Nemačkoj i Austrougarskoj. U decembru je intendant doktor Lanc otputovao u Gljivice, a njegov posao je preuzeo doktor Van Der Hot. U januaru doktor Van Der Mur je počeo sa radom u Budimpešti. U ovoj ambulantnoj službi radila je i Henrijeta Kajper, ćerka bivšeg holandskog premijera. Deo bolničkog osoblja je u avgustu 1916. premešten u Olomuc.
Godine 1916. dr Bejleveld dolazi u Petrograd dok se dr Van Dejk nastanjuje u Bitolju. Potonji je pisao o svojim iskustvima u rubrici ,,Među ljudima” M.J. Brusea u listu ,,Novi roterdamski kurant”. Ovi prilozi kasnije su objavljeni u knjizi.
Iako je postojalo barem deset ambulantnih službi u kojima su bili angažovani Holanđani, to ipak nije dovelo do masovne dodele odlikovanja nakon rata, kao što je to bio slučaj nakon Balkanskih ratova.

## Spoljašnje veze
- Arius centar za naučnu i kulturnu saradnju Srbije i zemalja nizozemskog govornog područja Архивирано на веб-сајту  (1. јул 2016)
- Prevod (2005) Strahote rata u Srbiji (De gruwelen van den oorlog in Servie)[мртва веза]